# جيلي واجنار
جيلي واجنار (بالهولندية: Jelle Wagenaar)‏ هو لاعب كرة قدم هولندي في مركز ظهير ‏، ولد في 30 أغسطس 1989 في Ureterp ‏ في هولندا. لعب مع نادي فيندام ونادي كامبور.

## وصلات خارجية
- جيلي واجنار على موقع قاعدة بيانات كرة القدم.إي يو (الإنجليزية)
- جيلي واجنار على موقع Soccerway.com (الإنجليزية)